# جایزه لانگفورد لین
جایزه لانگفورد لین (انگلیسی: Longford Lyell Award) جایزه‌ای است که به یک عمر دستاورد هنری تعلق می‌گیرد و توسط «آکادمی هنرهای سینمایی و تلویزیونی استرالیا» اهدا می‌شود.
هدف از اعطای این جایزه، شناسایی، ارج‌نهادن، ترویج و تجلیل بزرگترین دستاوردهای سینما و تلویزیون در استرالیاست و از سال ۱۹۶۸ تا کنون، همه‌ساله برپا می‌شود.